# St. Francis (Wisconsin)
St. Francis és una població dels Estats Units a l'estat de Wisconsin. Segons el cens del 2000 tenia 8.662 habitants.

## Demografia
Segons el cens del 2000, St. Francis tenia 8.662 habitants, 4.050 habitatges, i 2.158 famílies. La densitat de població era de 1.321,9 habitants per km².
Dels 4.050 habitatges en un 21,8% hi vivien nens de menys de 18 anys, en un 41% hi vivien parelles casades, en un 8,7% dones solteres, i en un 46,7% no eren unitats familiars. En el 40,8% dels habitatges hi vivien persones soles el 13,9% de les quals corresponia a persones de 65 anys o més que vivien soles. El nombre mitjà de persones vivint en cada habitatge era de 2,11 i el nombre mitjà de persones que vivien en cada família era de 2,88.
Per edats la població es repartia de la següent manera: un 19,3% tenia menys de 18 anys, un 8,9% entre 18 i 24, un 30,9% entre 25 i 44, un 23% de 45 a 60 i un 17,9% 65 anys o més.
L'edat mediana era de 40 anys. Per cada 100 dones de 18 o més anys hi havia 92,7 homes.
La renda mediana per habitatge era de 36.721 $ i la renda mediana per família de 49.896 $. Els homes tenien una renda mediana de 37.013 $ mentre que les dones 27.129 $. La renda per capita de la població era de 21.837 $. Aproximadament el 2,7% de les famílies i el 6,5% de la població estaven per davall del llindar de pobresa.